# 小田部雪
小田部 雪（こたべ ゆき、1976年6月4日 - ）は、大分県中津市出身、中津競馬場・荒尾競馬場所属の元騎手。実父の小田部磨留男厩舎（中津）と幣旗吉昭厩舎（荒尾）に所属。勝負服の服色は胴白、桃星散らし、袖桃。

## 来歴
中津競馬場の元騎手であり、調教師であった父・小田部磨留男のもとで1994年4月9日デビュー、翌日の4月10日に初勝利。ワシュウタカハルとのコンビでアラブの重賞・特別戦線で活躍、1998年1月にアラブ新春杯で重賞初勝利を挙げるなど重賞2勝。1999年にはヨウメイカイカで中津菊花賞を制覇。2001年中津競馬場の廃止を機に荒尾競馬場に移籍するも、翌2002年調教中の落馬事故がきっかけで引退。同年、中津と荒尾で同僚として腕を競った杉村一樹騎手と結婚。通算成績2754戦196勝、勝率7.1パーセント、連対率16.3パーセント。重賞3勝。
2022年より佐賀競馬の専門紙・『馬物語』の予想家を務めている。

## 主な騎乗馬
- ワシュウタカハル（1998年アラブ新春賞、ガーネット特別）
- ヨウメイカイカ（1999年中津菊花賞）

## 人物・エピソード
- アイドル的な人気を誇り、そのルックスは地方競馬一との評判だった。小田部目当てに遠方からはるばる中津競馬場まで足を運ぶファンもいた。さんまのなんでもダービーのダービー池に出演した際には、ファンからはバラの花束を贈られたり交際を申し込まれたというエピソードがある[3]。
- 弟の小田部和磨も騎手として中津競馬で騎乗していたが、1998年3月3日自動車事故を起こして死去した。20歳没。
- 中央競馬で唯一の騎乗となったのが1999年11月28日、小倉競馬場のつわぶき賞（2歳500万円以下・芝1700メートル）。中津所属のタイミングスキーに騎乗し8頭中の8着であった[4]。競走後に「お客さんが多くて気持ちよかった」との談話を残した[4]。